# 木下祝郎
木下 祝郎（きのした しゅくお、1915年10月31日 - 2011年3月19日）は、日本の農芸化学者、経営者。農学博士。協和発酵工業(現在の協和キリン)社長を務めた。

## 来歴・人物
京都府久美浜町（現京丹後市）出身。第八高等学校を経て、東京帝国大学に進み、1941年に同大農学部農芸化学科を卒業し、台湾総督府工業研究所に入所。同年12月開戦とともに徴兵され中国大陸南部に出兵、1946年5月に復員・帰国して協和産業（後の協和醗酵工業）に入社した。同社では、ペニシリンの量産化、ストレプトマイシン生産技術の導入などに取り組んだ。その後、同社東京研究所で、発酵によるアミノ酸製造技術（アミノ酸発酵）を発明した研究開発チームを主導した。1958年に東京研究所長、1970年8月に専務を経て、1975年2月に副社長に就任し、1978年3月には社長に昇格。1984年3月に会長に就任し、1986年3月に相談役を経て、1990年3月には特別相談役に就任。
1966年5月に日本学士院賞を受賞、同年9月に紫綬褒章を受章、1986年11月には勲二等旭日重光章を受章した。大河内記念賞、科学技術庁長官賞、米国工業微生物学会チャールズ・トム賞などを受賞。
2011年3月19日に肺炎のために死去。95歳没。叙正四位。